# Bovisa Politecnico
Bovisa Politecnico is een treinstation in de Italiaanse stad Milaan. De naam van het station komt van de wijk waar het ligt en de aanwezigheid van de gebouwen van het polytechnisch instituut van Milaan aan weerszijden van de spoorlijn.

## Geschiedenis
In 1879 opende de Ferrovie Nord Milano een station bij de splitsing van de lijn in een tak naar Saronno en een naar Ebba. Naast de perrons voor reizigersverkeer werden ook spooraansluitingen voor goederenverkeer naar de omliggende industrie gerealiseerd. In 1916 vond er een ernstig ongeval plaats tijdens het lossen van een tankwagen met xyleen. De xyleen was bestemd voor een van de fabrieken langs het spoor en vatte vlam tijdens de overslag. Vervolgens vond een explosie plaats die een deel van de fabriek verwoestte en zeven levens eiste. Het ongeval werd door de pers bestempeld als Bovisa-ramp. Na jarenlange dienst voor het voorstadsverkeer van en naar Cadorna werd in 1983 besloten tot de bouw van de Passante Ferroviario. In 1988 werd het oude station gesloopt en de sporen afgezonken in combinaie met de bouw van een nieuw stationsgebouw, met een ingang haaks op de lijn boven de sporen, dat 15 oktober 1991 geopend werd. De oorspronkelijke stationsnaam bij de Ferrovie Nord Milano is Stazione di Milano Nord Bovisa maar op de kaarten, bij de omroep en op de perrons wordt Bovisa Politecnico gebruikt. Ten noorden van het station werd de lijn naar Saronno tot viersporen verdubbeld hetgeen in 1993 was voltooid. Ten zuiden van het station werden conflict vrije verbindingsbogen naar de voorstadssporen van station Porta Garibaldi en de noordelijke toerit van de passante gebouwd die op 21 december 1997 werd geopend. Hierdoor beschikken de treinen van de Ferrovie Nord Milano aan de zuidkant van het station over drie mogelijkheden om de stad te bereiken, in plaats van alleen de eigen lijn richting Cadorna FN.    

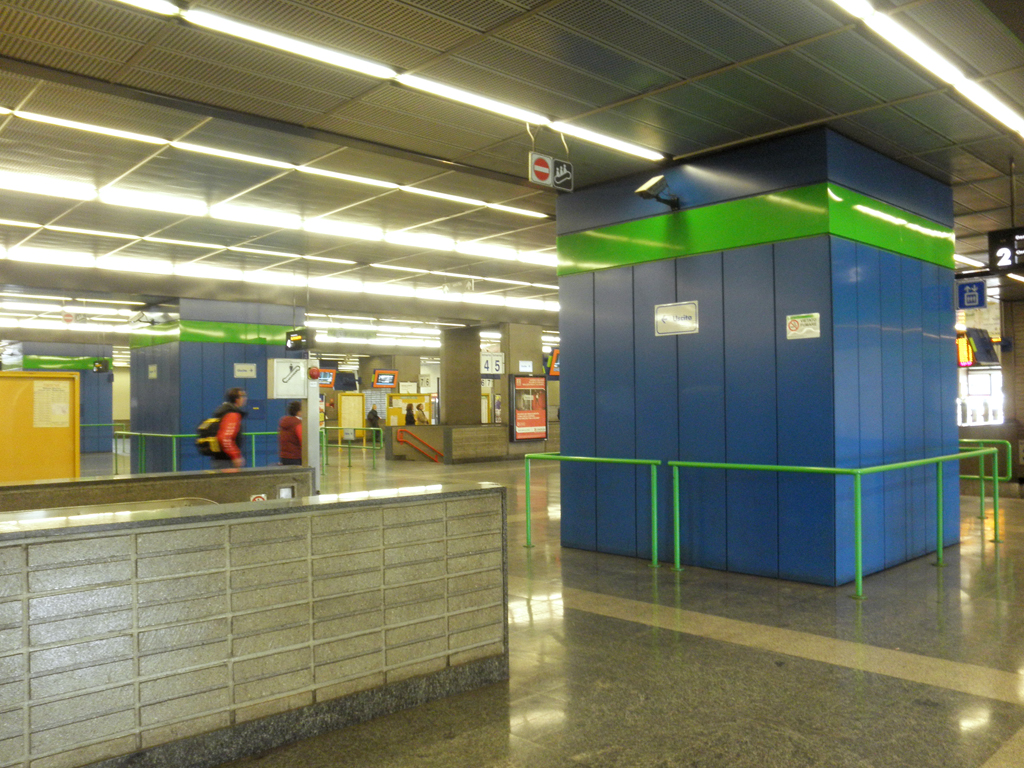
de blauwe liftkokers in de stationshal
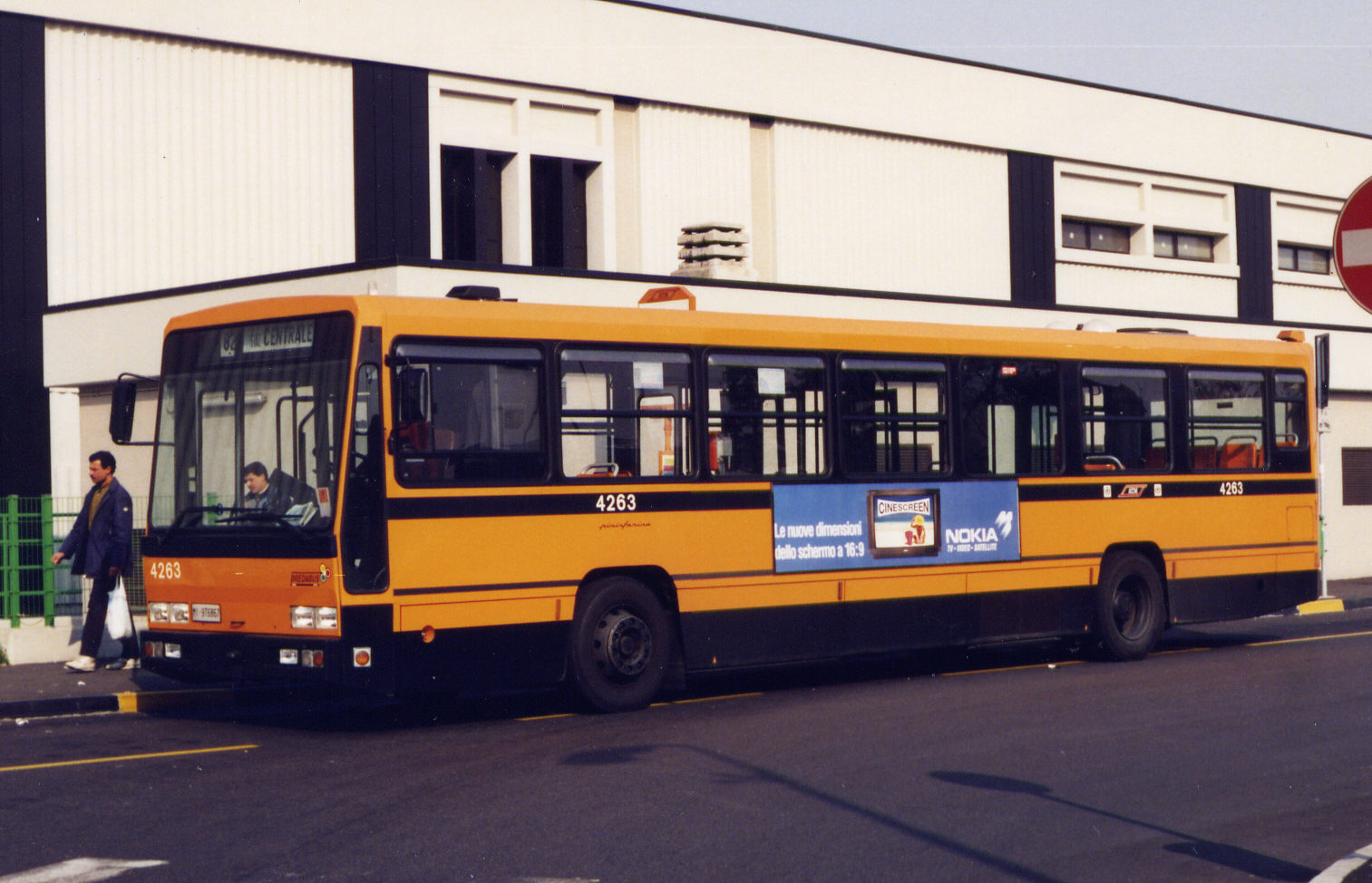
Stadsbus bij de halte voor de oostgevel
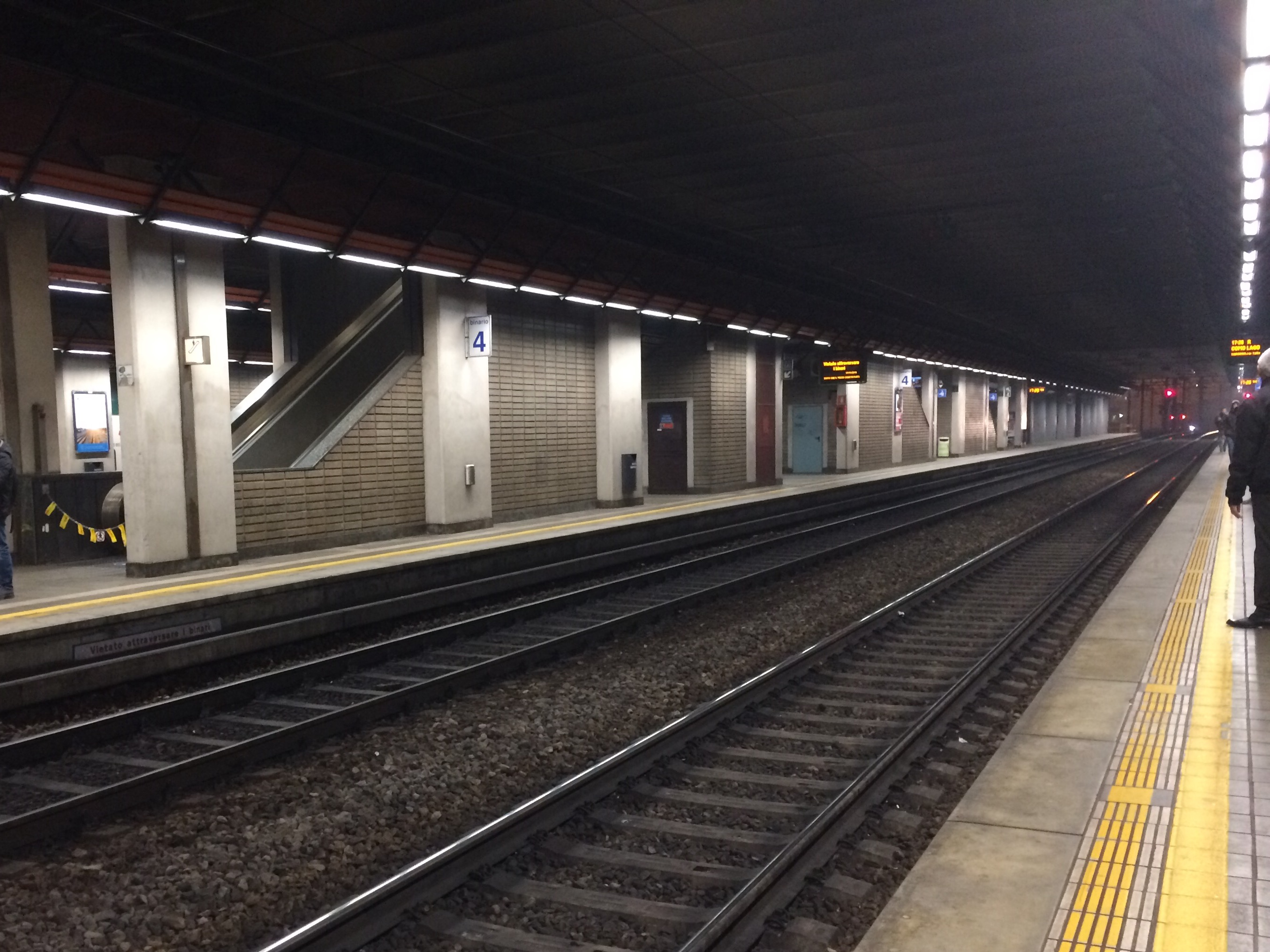
Sporen en perrons onder de stationshal

## Ligging en inrichting
De acht sporen liggen verdiept in een uitgraving onder de stationshal. De twee oostelijke sporen verbinden de tak naar Ebba met de Passante. Ten noorden van het station liggen overloopwissels waarmee van/naar Ebba ook twee sporen naar binnen kunnen worden bereikt. Hetzelfde geldt van/naar de Passante aan de zuidkant van het station. De middelste vier sporen vormen de hoofdlijn Cadorna FN – Saronno. De twee westelijke sporen sluiten aan de noordkant aan op de lijn naar Saronno, aan de zuidkant sluiten ze aan op de noordelijke ingang van de Passante en de voorstadssporen van station Porta Garibaldi. Deze laatste verbinding wordt alleen gebruikt door de Malpensa Express van/naar Milano Centrale. De verbinding naar Cardona FN verliep in het begin moeizaam omdat er slechts twee sporen beschikbaar waren hetgeen regelmatig tot overbelasting leidde tijdens de spits.
Dit knelpunt werd weggenomen toen op 9 september 2007, na een bouwtijd van tien jaar, de viersporigheid gereed kwam.

## Treindiensten
Het station wordt bediend door de lijnen S1, S2, S3, S4 en S13 van het stadsgewestelijk net, de Malpensa Express en alle reizigersdiensten van de Ferrovie Nord Milano. Dit betreft de regionale treinen tussen Milaan en Canzo-Asso, Como Lago, Varese Nord, Novara Nord en Laveno Mombello Nord. Al deze diensten worden in opdracht van Lombardije uitgevoerd door Trenord, een samenwerking tussen Ferrovie Nord Milano en Trenitalia.

## Speelfilm
In de film Piedipatti uit 1991 komt het station voor in de achtervolgingsscene.